# Manfred Schrödl
Manfred Schrödl (* 29. Juli 1958 in Weppersdorf) ist ein österreichischer Universitätsprofessor für Elektrotechnik, Erfinder und Unternehmer.

## Leben
Manfred Schrödl wurde am 29. Juli 1958 als Sohn des Landwirts Johann Schrödl und dessen Ehefrau Elfriede Schrödl in Weppersdorf geboren. Im Jahr 1977 maturierte er an der HTL für Landtechnik in Wieselburg mit Auszeichnung. 1982 absolvierte er, ebenfalls mit Auszeichnung, das Studium der Elektrotechnik an der Technischen Universität Wien. Dort war er zunächst als Vertragsassistent am Institut für Elektrische Messtechnik tätig, nach einem halben Jahr wechselte er als Universitätsassistent an das Institut für elektrische Maschinen und Antriebe. 1987 promovierte er mit Auszeichnung zum Dr. techn. Nach der Promotion blieb Schrödl an der Technischen Universität Wien, wo er sich 1992 im Fachgebiet Elektrische Antriebe und Leistungselektronik habilitierte und Lehrveranstaltungen zum Thema Antriebstechnik hielt.
1993 gab Schrödl seine Pragmatisierung auf und wechselte in die Privatwirtschaft, namentlich zu Elin. Er war dort Leiter der Entwicklung und erhielt 1995 die Handlungsvollmacht. 1996 übernahm er bei der damaligen Flender Austria Antriebstechnik AG in Spielberg die Bereichsleitung Forschung und Entwicklung. Sodann bewarb er sich um die ausgeschriebene Professur für Elektrische Antriebe und Maschinen an der Technischen Universität Wien und wurde dort 1998 Ordinarius sowie Vorstand des damaligen Instituts für Elektrische Antriebe und Maschinen, das seit 2011 als Institut für Energiesysteme und Elektrische Antriebe firmiert.
1998 war Schrödl – als mehrfacher Patenteinhaber – auch Gründungsmitglied der High Tech Drives Antriebsforschungs- und Entwicklungs GmbH, wo er als Gesellschafter und Prokurist fungiert. Zur Vermarktung betreibt er in Sieggraben ein Technisches Büro für Elektrotechnik.
Manfred Schrödl ist Autor von zahlreichen internationalen Veröffentlichungen und Inhaber von Patenten. Unter anderem erfand Schrödl im Zuge seiner Habilitation das INFORM-Verfahren. Er ist Institutsvorstand am Institut für Energiesysteme und Elektrische Antriebe der Technischen Universität Wien. Schrödl forscht hauptsächlich auf dem Gebiet der sensorlosen feldorientierten Regelung von permanentmagneterregten Synchronmotoren.

## Ehrungen und Auszeichnungen
- 1992: Preis der Österreichischen Gesellschaft für Energietechnik
- 1994: Ehrenpreis für Naturwissenschaften der Burgenlandstiftung
- 1995: Burgenländischer Umweltpreis
- 1996: Prize Paper Award auf der IEEE-IAS Jahreskonferenz San Diego (USA)
- 1997: Innovationspreis Burgenland[7]
- 2000: Verleihung der Kaplan-Medaille
- 2002: Staatspreis Consulting Ingenieurconsulting INFORM – Ein Verfahren zur sensorlosen Motorregelung
- 2010: Innovationspreis Burgenland[8]

Quelle:

## Schriften (Auswahl)
- Übersetzer- und Ablaufprogramm für eine programmierbare Steuerung. Technische Universität Wien, Diplomarbeit, Wien 1982.
- Entwurf und Aufbau eines nichtlinearen Zustands- und Parameterbeobachters für transient betriebene Asynchronmaschinen. Technische Universität Wien, Dissertation, Wien 1987.
- Sensorless control of A.C. machines. Technische Universität Wien, Habilitationsschrift, Wien 1992.
- mit Ewald Robeischl und Robert Kremsl: Novel hardware current controller for sensorless INFORM-based permanent magnet synchronous drives. 9. European Conference on Power Electronics and Applications, Graz 2001.
- mit Ewald Robeischl, Kilian Salutt und Ulf-Helmut Rieder: Automatic statistical inform-parameter detection of sensorless permanent magnet synchronous motor drives without test stand and reference position measurement. In: PCIM 2002, Europe Official Proceedings of the Thirty-Ninth International Intelligent Motion Conference, Nürnberg 2002, S. 187–192.
- mit Stephan Ojak und Michael Lambeck: The single stator-double rotor-machine. A comparison between simulation and measurement results. In: Official proceedings of the International Conference Power Electronics, Intelligent Motion, Power Quality, Nürnberg 2004, S. 498–503.
- mit Andreas Eilenberger, Florian Demmelmayr und Markus Troyer: Short-circuit-proofed outer rotor PMSM with a wide field weakening range for high efficiency traction applications. 3. International Conference on E-Learning in Industrial Electronics International Conference on E-Learning in Industrial Electronics, Porto 2009, 35. Annual Conference of the IEEE Industrial Electronics Society, Porto 2009.
- Wie nachhaltig ist Elektromobilität? In: Die Ökoenergie. Zeit(ung) zur Energiewende, hrsg. vom Österreichischen Biomasse-Verband, Ausgabe 114,  S. 18–19 (online).
- mit Mario Nikowitz und Matthias Hofer: Optimierung einer sensorlos betriebenen Synchron-Reluktanz-Maschine hinsichtlich des Wirkungsgrades. In: Elektrotechnik & Informationstechnik, Volume: 136/8 (2019), S. 377–383 (pdf).
- mit Helmut C. Schmid und Marcus van Heyden: Design Space Analysis Including Experimental Verification for an Electrical Machine Based on a Parametric and Functional IPMSM Model. In: IEEE Transactions on Industrial Electronics, Volume: 68, Issue: 9 (September 2021), S. 7863–7873
- mit Mario Nikowitz und Andreas Brunner: Der Linear-Planetenmotor. In: Elektrotechnik und Informationstechnik, Volume: 139 (2022), S. 243–249 (pdf).